# 丰特奈莱布里
丰特奈莱布里（法語：Fontenay-lès-Briis，法語發音：[fɔ̃tnɛ lɛ bʁi] ⓘ，意为“布里附近的丰特奈”）是法国法兰西岛大区埃松省的一个市镇，属于帕莱索区。

## 地理
丰特奈莱布里（48°37'11"N, 2°9'20"E）面积9.72 平方千米，位于法国法蘭西島大區埃松省，该省份为法国北部内陆省份，北起上塞纳省和马恩河谷省，西接厄尔-卢瓦省和伊夫林省，南至卢瓦雷省，东临塞纳-马恩省。
与丰特奈莱布里接壤的市镇（或旧市镇、城区）包括：让夫里、库尔松-蒙特卢、布里苏福尔日、布吕耶尔勒沙泰勒、马尔库西、圣莫里斯蒙库罗讷。

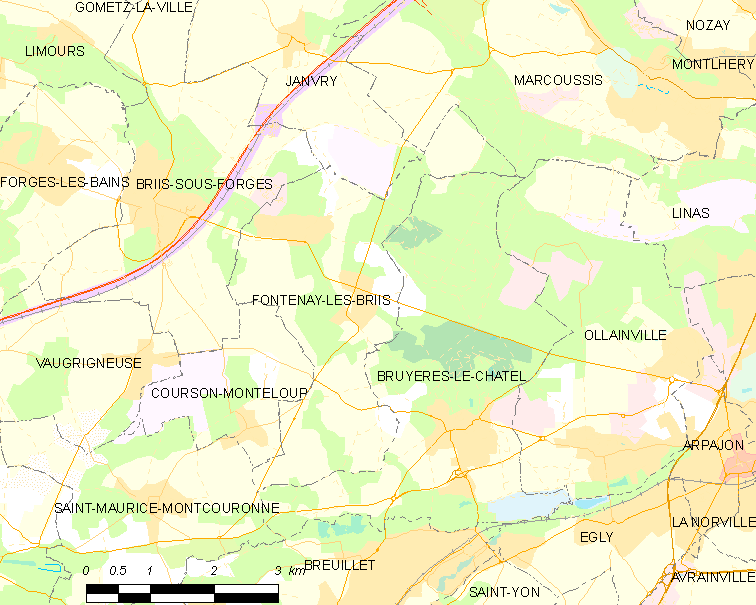
丰特奈莱布里的OSM定位图

丰特奈莱布里的时区为UTC+01:00、UTC+02:00（夏令时）。

## 行政
丰特奈莱布里的邮政编码为91640，INSEE市镇编码为91243。

## 政治
丰特奈莱布里所属的省级选区为杜尔当县。

## 人口

1962-2008年间丰特奈莱布里人口变化图示

丰特奈莱布里于2022年1月1日时的人口数量为2322人。